# 화성 안녕리 표석
화성 안녕리 표석은 대한민국 경기도 화성시, 화성시 역사박물관에 있는 표석이다. 2019년 10월 23일 향토문화재(유형) 제20호로 지정되었다.

## 지정 사유
본 표석은 정조의 현륭원 참배노정에 이정표 역할을 했던 것으로 화성시 권역에 6개소의 표석을 만들었는데 현재는 안녕리 표석과 만년제 표석 2개가 남아있다.
본 표석의 희소성과 역사, 문화적 가치는 화성시 역사 연구에서 중요한 부분을 차지하는 자료이다.